# MTN Group
Pour les articles homonymes, voir MTN.
MTN Group (Mobile Telephone Networks) est une multinationale sud-africaine cotée dont le premier actionnaire est, à hauteur de 46,78 %, Standard Bank. Elle est en partie détenue aussi par le Government Employees Pension Fund (26,02 %). L'entreprise exerce dans les domaines des télécommunications. Elle a été fondée en 1994 et est présente dans 22 pays en Afrique et au Moyen-Orient. Avec plus de 250 millions d'abonnés et un chiffre d'affaires de 10 milliards d'euros en 2021, le groupe investit énormément dans le commerce en ligne et les nouvelles technologies afin de se positionner comme un géant du web aux côtés de Google (Alphabet Inc.), Apple, Facebook (Meta Platforms), Amazon et Microsoft, regroupés sous l'acronyme GAFAM.
Les concurrents de MTN en Afrique du Sud incluent Vodacom, Cell C et Telkom Mobile.

## Histoire
La création de la société date de 1994 sous le nom de M-Cell avec l'aide du gouvernement sud-africain. En 1995, il a remplacé son PDG de l'époque, John Beck, par Robert (Bob) Chaphe. En 2001, la société a signalé que son actionnaire majoritaire est Johnnic Holdings et que la présidente est Irene Charnley. En 2002, Phuthuma Nhleko est devenu le PDG, remplaçant alors Paul Edwards, qui investit dans l'expansion au Nigeria.
En mai 2008, Bharti Airtel, une société de télécommunications basée en Inde, explore la possibilité d'acheter MTN Group. Reliance Communications est également en pourparlers avec MTN pour une « combinaison potentielle de leurs activités »,. En juillet, les deux sociétés mettent fin aux discussions concernant la fusion.
En juin 2008, MTN Group accepte d'acheter Verizon Business South Africa, qui est un fournisseur de services de données à des clients en Afrique du Sud et dans quatre autres pays africains. L'acquisition se fait le 28 février 2009.
Le 26 juin 2009, la filiale du Groupe MTN fusionne avec Belgacom International Carrier Services (BICS), une filiale de Belgacom. La filiale combinée fonctionne comme la passerelle internationale pour les services de transporteur de MTN.
En octobre 2012, MTN annonce un partenariat avec Afrihost pour fournir des services haut débit DSL en Afrique,.
En novembre 2012, la holding sud-africaine Shanduka Group acquiert une participation minoritaire dans les activités nigérianes de MTN Group pour 335 millions de dollars.
En mars 2022, la société nomme Ralph Mupita au poste de directeur général le 1er septembre 2020.
En novembre 2022, MTN annonce effectuer une introduction en bourse de ses activités au Nigéria.
Début 2023, le gouvernement ghanéen rattrape la filiale de MTN au Ghana pour des arriérés fiscaux datant de la période 2014-2018: selon le fisc ghanéen, MTN doit rembourser 773 millions de dollars. Trois semaines après cette sanction, l'Etat ghanéen annonce retirer sa plainte après avoir trouvé une solution à l'amiable avec MTN par l'intermédiaire d'une intervention du ministre sud-africain des affaires internationales et de la coopération,.

## Activité
C'est le premier opérateur télécom africain en termes de revenus et d’abonnés mobiles en 2016, pour 240 millions d’abonnés mobiles (soit un quart du parc africain et un tiers du parc subsaharien) et un chiffre d’affaires de 10,3 milliards d'euros.
Le Nigeria est son principal marché, avec 62 millions d’abonnés à fin 2016, soit 26 % de son parc mobile, suivi par l’Iran (48 millions d’abonnés) et l’Afrique du Sud (31 millions d’abonnés) ; il est présent également en Afrique de l’Ouest (Ghana, Côte d'Ivoire, Bénin), en Afrique Centrale (Cameroun) et en Afrique de l’est (Ouganda, Soudan). Du côté des services à valeur ajoutée, MTN mise sur son service de m-money, qui représente 7 % de ses revenus. MTN pourrait s’appuyer sur ces filiales pour renforcer sa présence sur le marché iranien, marché stratégique compte tenu de son potentiel et sur lequel il est leader via sa filiale MTN Irancell, détenue à 49 % par MTN.
Par ailleurs MTN détient 33 % du groupe Africa Internet Group (AIG), maison mère du site de vente en ligne Jumia.

## Couverture et Reconnaissance d'Irancell
Irancell a réalisé une couverture nationale avec les technologies FD-LTE et TD-LTE. En décembre 2021, Irancell comptait 50,4 millions d'abonnés actifs.L'entreprise a reçu le "Prix Spécial des Relations Publiques Numériques" et le "Prix National d'Excellence en Relations Publiques dans les Communications Électroniques et Virtuelles". Selon ce rapport, la société a obtenu des scores élevés lors de la dix-septième édition du Symposium International des Relations Publiques et de la dix-huitième édition des Prix des Meilleures Relations Publiques d'Iran.

## Services
Il y a quelques années, MTN a lancé son service de paiement mobile du nom de MTN Mobile Money ou MTN MoMo. Ce service a été créé autant pour les entreprises que les particuliers même s'il profite le plus souvent à la deuxième catégorie. MTN Mobile Money permet notamment de payer ses factures, de transférer de l'argent, de déposer ou de retirer de l'argent, d'acheter des crédits ou des forfaits mais aussi de réaliser des paris sportifs.

## Filiales

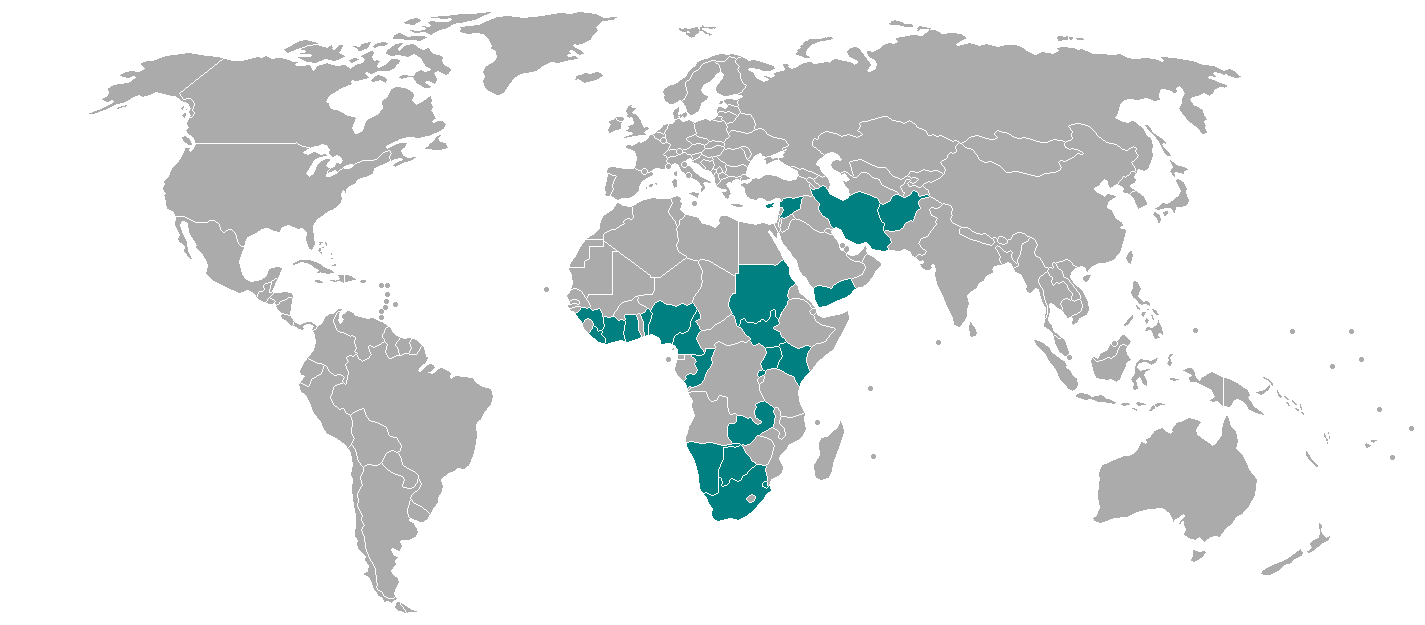
Présence mondiale du groupe MTN en 2016.

Le groupe est présent dans les pays suivants en Afrique et au Moyen-Orient.
| Afrique du Sud                                         | 29,077 | MTN Group             |
| Botswana                                               | 1,794  | Mascom Botswana       |
| Ouganda                                                | 11,524 | MTN Uganda            |
| Rwanda                                                 | 4,010  | MTN Rwanda            |
| Soudan du Sud                                          | 1,084  | MTN South Sudan       |
| Eswatini                                               | 0,923  | MTN Swaziland         |
| Zambie                                                 | 5,026  | MTN Zambia            |
| Afrique centrale et occidentale                        |        |                       |
| Bénin                                                  | 3,989  | MTN Bénin             |
| Cameroun                                               | 9,949  | MTN Cameroun          |
| République du Congo                                    | 2,216  | MTN Congo-Brazzaville |
| Côte d'Ivoire                                          | 8,461  | MTN Côte d'Ivoire     |
| Ghana                                                  | 15,493 | MTN Ghana             |
| Guinée                                                 | 3,362  | MTN Guinea Conakry    |
| Guinée-Bissau                                          | 0,689  | MTN Guinea Bissau     |
| Liberia                                                | 1,300  | Lonestar Liberia      |
| Nigeria                                                | 62,494 | MTN Nigeria           |
| Moyen-Orient et Afrique du Nord                        |        |                       |
| Afghanistan                                            | 6,503  | MTN Afghanistan       |
| Iran                                                   | 45,464 | MTN Irancell          |
| Jordanie                                               |        | MTN Jordan            |
| Soudan                                                 | 8,315  | MTN Sudan             |
| Syrie                                                  | 5,769  | MTN Network Syria     |
| Yémen                                                  | 5,255  | MTN Yemen             |
| Source: IT News Africa, MTN Financial Reporting 3Q2015 |        |                       |

## Identité visuelle

Logo jusqu'en 2022
Logo depuis février 2022

## Partenariat sportif
Elle a sponsorisé la Ligue des Champions de football d'Afrique de 2004 à 2008. Elle sponsorise la MTN Elite 1 au Cameroun et sera un des principaux partenaires locaux pour la Coupe des confédérations 2009, MTN Ligue 1 2008 (Côte d'Ivoire) et la Coupe du monde de football de 2010. Toujours en sport, l'entreprise a sponsorisé l'équipe cycliste MTN-Qhubeka jusqu'en 2016, année où Dimension Data est devenu sponsor principal de cette équipe.